# Elecciones presidenciales de Rumania de 2019
Las elecciones presidenciales de Rumania se realizaron el 10 de noviembre de 2019, pero como ningún candidato obtuvo mayoría absoluta se realizó una segunda vuelta el 24 de noviembre de 2019.

## Sistema electoral
El Presidente de Rumania es elegido por mayoría absoluta (50+1 %), si ningún candidato obtiene mayoría absoluta (50+1 %) se realiza una segunda vuelta entre los dos candidatos más votados de la primera vuelta.
Un ciudadano solo puede ocupar la presidencia por un máximo de dos términos de 5 años cada uno.

## Resultados
| Candidatos                         | Candidatos                         | Partido                                  | Primera vuelta | Primera vuelta | Segunda vuelta | Segunda vuelta |
| Candidatos                         | Candidatos                         | Partido                                  | Votos          | %              | Votos          | %              |
| ---------------------------------- | ---------------------------------- | ---------------------------------------- | -------------- | -------------- | -------------- | -------------- |
|                                    | Klaus Iohannis                     | Partido Nacional Liberal                 | 3 485 292      | 37.82          | 6 437 151      | 65.88          |
|                                    | Viorica Dăncilă                    | Partido Socialdemócrata                  | 2 051 725      | 22.26          | 3 334 466      | 34.12          |
|                                    | Dan Barna                          | Alianza 2020 (USR-PLUS)                  | 1 384 450      | 15.02          |                |                |
|                                    | Mircea Diaconu                     | Alianza para "Un Hombre" (PRO- ALDE)     | 815 201        | 8.85           |                |                |
|                                    | Theodor Paleologu                  | Partido del Movimiento Popular           | 527 098        | 5.72           |                |                |
|                                    | Hunor Kelemen                      | Unión Democrática de Húngaros en Rumania | 357 014        | 3.87           |                |                |
|                                    | Ramona Bruynseels                  | Partido del Poder Humanista              | 244 275        | 2.65           |                |                |
|                                    | Alexandru Cumpănașu                | Independiente                            | 141 316        | 1.53           |                |                |
|                                    | Viorel Cataramă                    | Partido Derecha Liberal                  | 48 662         | 0.53           |                |                |
|                                    | Bogdan Stanoevici                  | Independiente                            | 39 192         | 0.42           |                |                |
|                                    | Cătălin Ivan                       | Alternativa para la Dignidad Nacional    | 32 787         | 0.36           |                |                |
|                                    | Ninel Peia                         | Partido Nacionalidad Rumana              | 30 884         | 0.34           |                |                |
|                                    | Sebastian Popescu                  | Partido de la Nueva Rumania              | 30 850         | 0.33           |                |                |
|                                    | John Ion Banu                      | Partido de la Nación Rumana              | 27 769         | 0.30           |                |                |
| Votos inválidos y en blanco        | Votos inválidos y en blanco        | Votos inválidos y en blanco              | 142 961        | –              | 181 962        | –              |
| Total                              | Total                              | Total                                    | 9 359 673      | 100            | 9 953 659      | 100            |
| Votantes registrados/participación | Votantes registrados/participación | Votantes registrados/participación       | 18 286 865     | 51.18          | 18 217 411     | 54.46          |
| Fuente: BEC                        |                                    |                                          |                |                |                |                |